# Gåragöl
Gåragöl este o arie protejată (arie specială de conservare — SAC, sit de importanță comunitară — SCI) din Suedia întinsă pe o suprafață de 4,8 ha, integral pe uscat.

## Localizare
Centrul sitului Gåragöl este situat la coordonatele 56°16′53″N 14°40′21″E / 56.2813°N 14.6724°E.

## Înființare
Situl Gåragöl a fost declarat sit de importanță comunitară în decembrie 1998 pentru a proteja un număr necunoscut de specii din flora spontană și fauna sălbatică aflate în arealul zonei. Situl a fost protejat și ca arie specială de conservare în martie 2011.

## Biodiversitate
Situată în ecoregiunea continentală, aria protejată conține 1 habitat natural: Păduri de fag Luzulo-Fagetum.
La baza desemnării sitului se află un număr nedeclarat de specii protejate.